# Віктор Марсельський
Віктор Марсельський (Віктор Массилійський, лат. Victor Massiliensis; ? — помер 303 або 304 року, Марсель) — християнський мученик, що постраждав за часів гонінь Максиміана. Шанується в лику святих у католиків, в лику мучеників — у православних. День пам'яті 21 липня. 
Згідно з «Gesta symbolica» Віктор був римським офіцером, що служив в Марселі (в іншій літературі його відносять до Фіванського легіону). Після того, як публічно відмовився брати участь в язичницьких жертвопринесеннях, був схоплений і доставлений до імператора Максиміана, який кинув норовливого воїна у в'язницю (де Віктор навернув до християнства трьох інших римлян — Лонгіна, Олександра і Феліціяна) і катував. Віктору запропонували покласти пахощі до ідола Юпітера, але Віктор гидливо штовхнув його ногою, після чого його було страчено, поклавши між млинових жорен. 
Сучасні історики церкви вважають, що історія про Віктора-солдата повністю вигадані; вона навіяна палеохристиянською доктриною про церкви як про «воїнство Христове» (лат. militia Christi). 

## Рецепція і шанування
На початку V століття на місці мученицької смерті Віктора в Марселі єпископ Іоанн Касіян заснував монастир, пізніше перетворений в абатство Сен-Віктор. Потім шанування Віктора Марсельського поширилося по всій Європі. У VI столітті про шанування Віктора згадують Венанцій Фортунат і Григорій Турський. Рабан Мавр (IX століття) вважав Віктора єпископом Марселя. У XII столітті, крім марсельського абатства святого Віктора, популярність набуло також абатство в передмісті Парижа, де процвітали науки і мистецтва (див. Адам Сен-Вікторський, Гуго Сен-Вікторський). Мощі Віктора, що зберігалися в паризькому абатстві, були спалені під час французької революції (як і саме абатство). 
Святий Віктор — небесний покровитель Таллінна. Життя і мучеництво Віктора зображені на вівтарі талліннської церкви святого Миколи XV столітті (нині музей і концертний зал). 
9 березня 2017 року рішенням Священного Синоду Російської Православної Церкви ім'я мученика Віктора Марсельського було внесено в календар православної церкви, що означає загальноцерковну канонізацію.

## Атрибути в іконографії
Святий Віктор зображується як озброєний римський солдат з млиновими жорнами або млином в руці; також перекидає статую Юпітера; також страчуваний за допомогою жорен і т. п. Найдавніше зображення — статуя XIII століття з церкви святого Лаврентія в Женеві. 